# Castro Soromenho

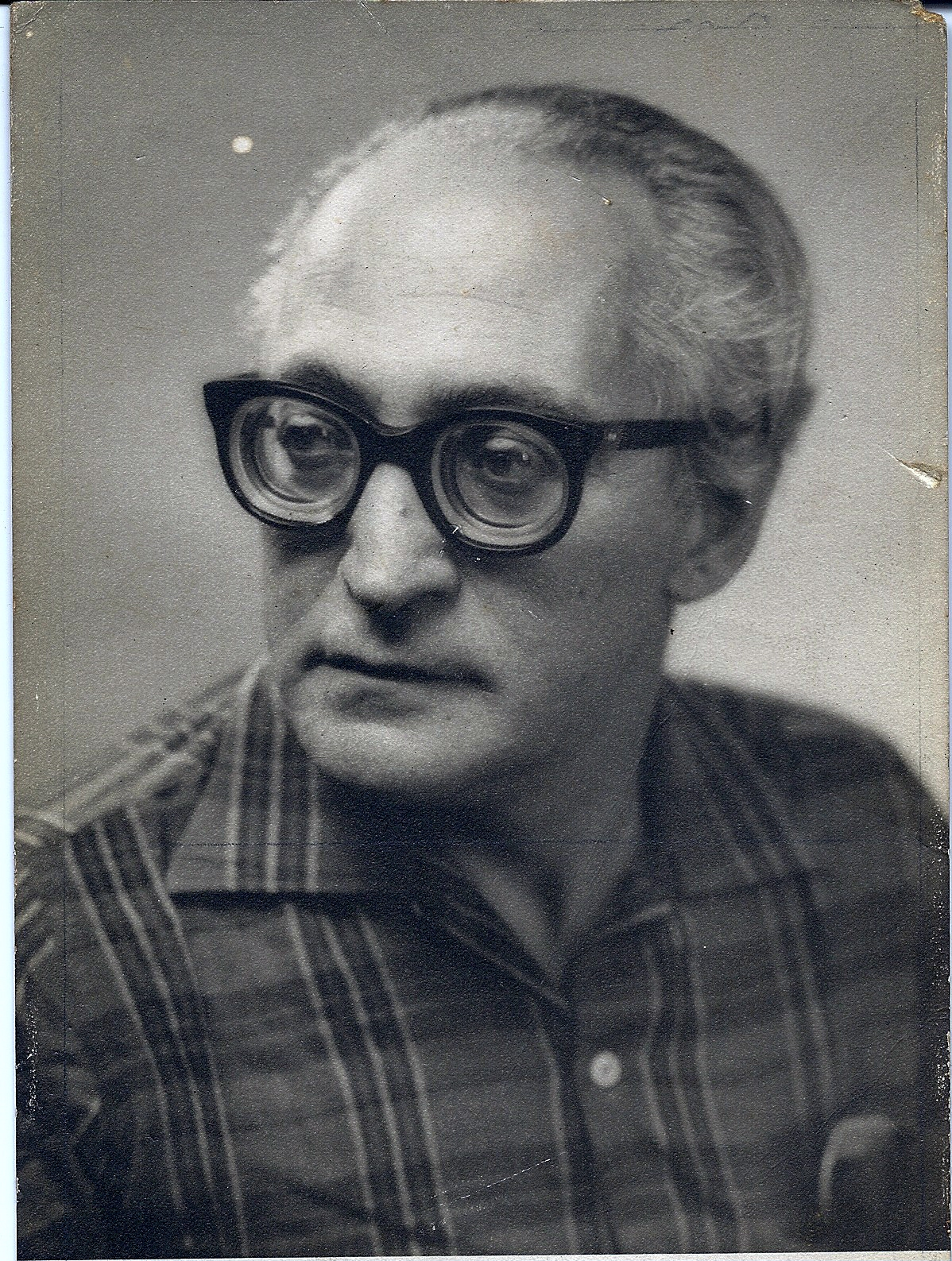
Castro Soromenho

Castro Soromenho (egentligen Fernando Monteiro de Castro Soromenho), född 18 juni 1910 i Chinde, Moçambique, död 13 januari 1968, var en angolansk författare. När han var ett år gammal flyttade familjen till Angola. Han arbetade som kolonialtjänsteman i Angola, som journalist och lärare i sociologi. Han skildrade kritiskt portugisernas kolonialpolitik i gruvdistriktet Camaxilo, till exempel tvångsrekryteringen av arbetskraft. Terra morta utkom först i Rio de Janeiro 1949. Den publicerades 1961 i Lissabon men förbjöds av den portugisiska diktaturen, och författaren tvingades i landsflykt.
Castro Soromenho betraktas som en förgrundsgestalt i den angolanska litteraturhistorien.

## Verk översatta till svenska
- Död jord: roman, 1976 (Terra morta 1949)